# Sandra Kolondam
Sandra Kolondam (* 1979 in München) ist eine deutsche Malerin. Sie ist mit dem Zeichner und Maler Klaus Soppe verheiratet, lebt und arbeitet in Berg  am Starnberger See.

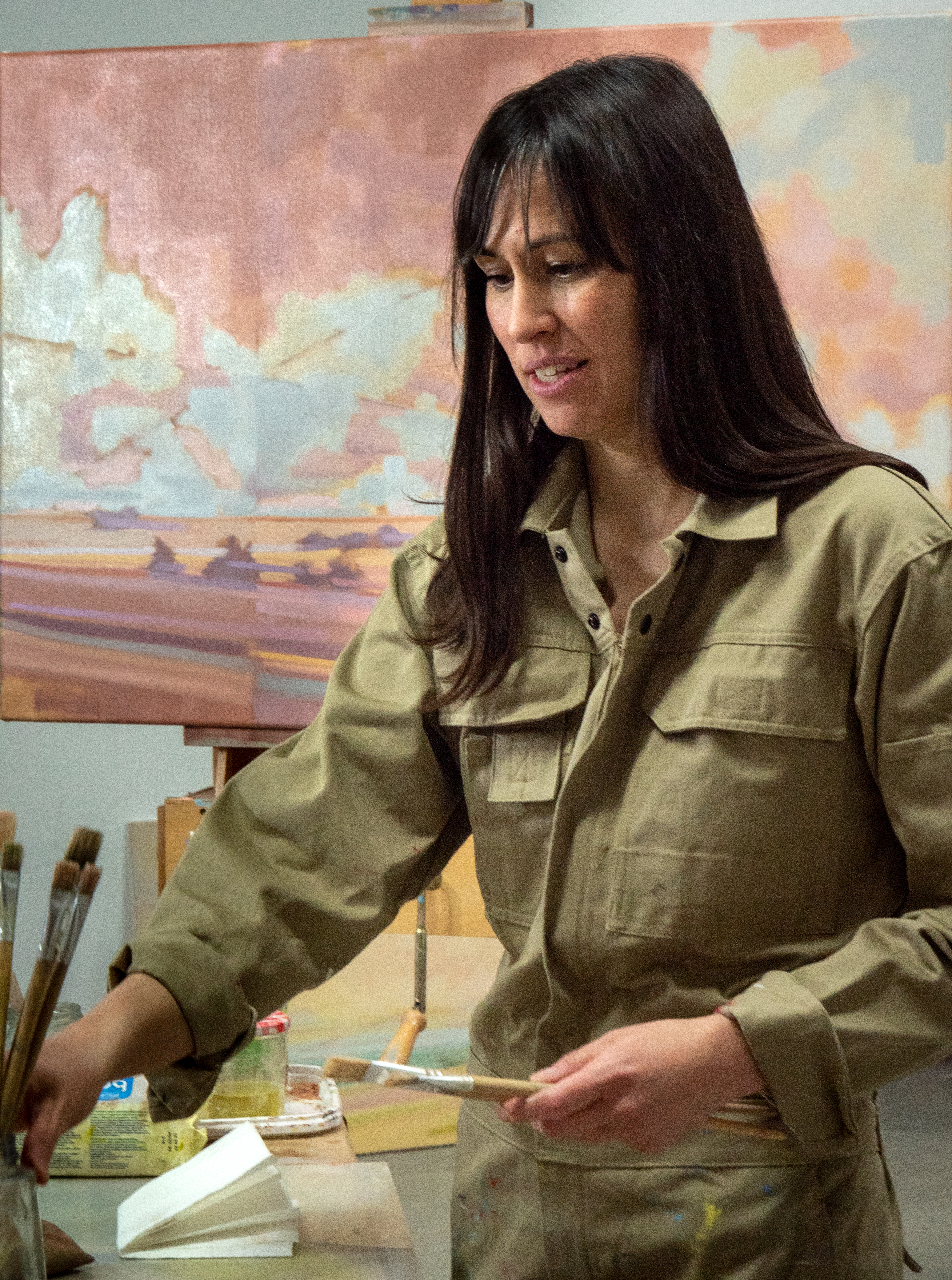

## Leben
Sandra Kolondam ist die eheliche Tochter der Münchnerin Ingeborg Hofbauer und des Indonesiers Robert Kolondam. Sie wuchs zusammen mit Eltern, Bruder, Großeltern mütterlicherseits und den Brüdern ihrer Mutter im ehemaligen Münchner Arbeiterviertel Harthof auf.
Sie besuchte die Willy-Brandt-Gesamtschule München und absolvierte im Anschluss ein berufsbegleitendes Studium als Versicherungsfachwirtin mit einem Schwerpunkt im Bereich Marketing.
Sie arbeitete mehrere Jahre in der Marketing-Abteilung einer Münchner Versicherung und war dort zuletzt Marketing-Managerin im Zielgruppenbereich Öffentlicher Dienst.

## Werk und Rezeption
Schwerpunkt ihres Schaffens als Künstlerin ist die Malerei. Ergänzend betätigt sie sich als Zeichnerin und beschäftigt sich mit künstlerischer Druckgrafik wie dem Holz- oder Linolschnitt.
Als Malerin begann Sandra Kolondam 1999 vorerst autodidaktisch zu arbeiten. 2011 nahm sie zur Verbesserung ihrer handwerklichen Fertigkeiten für zwei Jahre privaten Unterricht bei dem Maler Klaus Soppe. Schließlich schloss sie 2016 nach einem zweijährigen Studium an der Akademie der Bildenden Künste an der Alten Spinnerei bei Markus Lüpertz den Diplom-Studiengang Malerei und Zeichnung ab.
Von 2015 bis 2016 war sie außerdem Meisterschülerin der Malerin Rosa Loy in der Kunstakademie Bad Reichenhall.
In Bezug auf ihr Schaffen bezeichnet sich Kolondam vorzugsweise als Malerin denn als Künstlerin. Ziel sei es für sie, Poesie und Emotion klassisch durch Malerei zu transportieren. Als Vorbilder fungieren für Kolondam die Malerinnen der klassischen Moderne, wie z. B. Paula Modersohn-Becker und Gabriele Münter. Derer eingedenk sei sie sich ihrer privilegierten Stellung, heute als Malerin unter weit weniger widrigen Umständen arbeiten zu können, stets bewusst.
In der Malerei konzentriert sich die Künstlerin bisher auf das Malen in Öl auf Leinwand. Ohne Unterzeichnung werden die Farben während des Schaffensprozesses von ihr auf die Leinwand gebracht. In der Technik wechselt sie zwischen nahezu lasierend und übermalend. Die fertigen Kompositionen, die sich gegebenenfalls auf Miniaturskizzen stützen, entstehen bisher in der Regel erst während des Malens.

### „Oneironauts“
In der Serie Oneironauts schuf Sandra Kolondam, nach einer intensiven Phase der hyperrealistischen Darstellung, großformatige Gemälde, in welchen sie sich an der Visualisierung von Klarträumen versuchte. Vor allem Farbwelten, Personal und Größenverhältnisse hinsichtlich der zusammengestellten Motivik entstammt surrealen Vorstellungswelten.

### Landschaft
Nach der Serie Oneironauts wandte sich Sandra Kolondam der Landschaftsmalerei zu. Seither bildet die Künstlerin vor allem die Umgebung ihres Wohnsitzes in der bayerischen Region rund um den Starnberger See ab. Bisher herrschen hierbei vogelperspektivische Draufsicht oder Landschaftsdetails in gedeckten, warmen und in teils geometrischen Flächen aufgetragenen Farben vor. Dabei spielt die Künstlerin subtil mit Farbperspektive, Raumwahrnehmung und durch farbliche Kontrastieren erzeugte Effekte.

## Ausstellungen (Auswahl)

### Einzelausstellungen
- 2017: Landschaft und poetische Welten. Münchner Künstlerhaus am Lenbachplatz, kuratiert durch den Vorsitzenden des Münchner Künstlerhaus Vereins Matthias Gangkofner
- 2019: Stiftung der Chirurgie am Klinikum rechts der Isar

### Gemeinschaftsausstellungen
- 2016: Artspace Gallery, USA, NYC/Manhattan/Soho
- 2018: Kontraste. Torbogenhalle in Bernried, mit Bildhauer Ernst Grünwald, Malerin Gloria Hinkel, Maler Manfred Hinkel und Maler/Zeichner Klaus Soppe
- 2019: Bildungscampus der Dieter Schwarz Stiftung in Heilbronn, mit Klaus Soppe[6]
- 2020: Zwischen-Welten. Galerie an der Zitadelle, Jülich; mit Klaus Soppe[7]

### Galerievertretungen
- 2016: Art Beijing, Peking
- 2016: Berliner Liste, Berlin
- 2016: Art Innsbruck, Innsbruck
- 2019 Discovery art fair Köln
- 2019: Artmuc, Praterinsel München
- 2019: C.A.R. Contemporary Art Ruhr, Essen
- 2019: Affordable Art Fair, Hamburg

## Arbeiten im öffentlichen Raum (Auswahl)
- Zeichnung und Gestaltung der Bronze-Plakette zu Ehren von Kabarettist Josef Brustmann (Deutscher Kabarettpreis 2015), Hammerschmiedweg, Wolfratshausen, vor der Loisachhalle[8]
- Zeichnung und Gestaltung der Bronze-Plakette zu Ehren des Wolfratshausner Kinderchors und seinem Chorleiter Yoshihisa Kinoshita, Hammerschmiedweg, Wolfratshausen, vor der Loisachhalle[9]

## Auftragsarbeiten (Auswahl)
- 2016: Auftragsmalerei für das Bürgerfest Wolfratshausen Wir sind WOR im Auftrag des LAW Lebendige Altstadt Wolfratshausen e.V.
- 2018: Entwurf, Planung und Durchführung des Objekts Talents meets Professionals für das Opening von „Solutions Talents & Professionals Management GmbH“, München. Mitgewirkt an dem Objekt haben u. a.: Roland Grahammer, Udo Bassemir, Angelo Vaccaro, Jamie Lawrence, Melodie Bohny, Sabine Linda Fischer, Elias Kollmann, Thomas Darchinger, Philip Grahammer, Julian Benedikt, Fredi Binder

## Auszeichnungen
- 2016: Mitglied in den Münchner Künstlerhaus Verein e.V. des Münchner Künstlerhaus am Lenbachplatz[10]